# Soupisky týmů české hokejové extraligy v sezóně 2009/2010
V soupiskách jsou uvedeni všichni hráči, kteří v sezóně 2009/2010 odehráli za daný tým alespoň jeden zápas v extralize.

## HC Eaton Pardubice
Brankáři: Dominik Hašek, Vladislav Koutský, Filip Landsman, Martin Růžička

Obránci: Marek Drtina, Petr Čáslava, David Havíř, Jeff Jillson, Václav Kočí, Jan Kolář, Aleš Křetínský, Aaron MacKenzie, Kevin Mitchell, Petr Mocek, Jakub Nakládal, Aleš Píša, Martin Richter, Michal Šeda

Útočníci: Tomáš Bláha, Jan Buchtele, Jiří Cetkovský, Tomáš Divíšek, Colby Genoway, Michal Klejna, Jan Kolář, Petr Koukal, Robert Kousal, Lukáš Nahodil, Lukáš Pilař, Adam Pineault, Libor Pivko, Lukáš Radil, Daniel Rákos, Jan Semorád, Radovan Somík, Jan Starý, Filip Stoklasa, Petr Sýkora, Rastislav Špirko, Tomáš Zohorna 

## HC Vítkovice Steel
Brankáři: Tomáš Vošvrda, Filip Šindelář, Jakub Štěpánek

Obránci: Michal Barinka, Petr Jurečka, Petr Kuboš, Marek Malík, Roman Němeček, Denis Rehák, Vladimír Sičák, Richard Stehlík, Pavel Trnka, Ondřej Vitásek, Tomáš Voráček

Útočníci: Jiří Burger, Radim Hruška, Petr Hubáček, Jan Káňa, Lukáš Klimek, Lukáš Krenželok, Marek Kvapil, Ondřej Roman, Pavel Selingr, Petr Strapáč, Vladimír Svačina, Roman Szturc, Ondřej Šedivý, Juraj Štefanka, Yorick Treille, Viktor Ujčík, Václav Varaďa, Petr Vrána, 

## HC Slavia Praha
Brankáři: Dominik Furch, Milan Hnilička, Stanislav Neruda, Zdeněk Orct, Robert Slipčenko

Obránci: Darcy Campbell, Jiří Drtina, Jiří Jebavý, Petr Kadlec, Pavel Kolařík, Vladimír Roth, Karol Sloboda, Jiří Vašíček, Michal Vyhlídal, Lukáš Špelda, Tomáš Žižka

Útočníci: Josef Beránek, Daniel Branda, Noah Clarke, Jiří Doležal, Miloslav Čermák, Roman Červenka, Lukáš Endál, Lukáš Havel, Miroslav Holec, David Hruška, Alexandre Imbeault, Petr Jelínek, Zdeněk Kubica, Tomáš Kůrka, Tomáš Micka, Martin Ondráček, Vladimír Růžička, Jakub Sklenář, Tomáš Svoboda, Marek Tomica, Miroslav Třetina, Michal Vondrka

## Bílí Tygři Liberec
Brankáři: Michal Fikrt, Tero Leinonen, Marek Pinc, Jiří Stejskal 

Obránci: Lukáš Derner, Jason DeSantis,  Martin Čakajík, Jan Holub, Jiří Hunkes, Richard Jareš, Petr Kolmann, Miko Malkamäki, Jiří Moravec, Michal Pavlů, Martin Rýgl, Matthew Spiller, Jan Výtisk

Útočníci: Michal Bárta, Milan Bartovič, Zdeněk Blatný, Michal Bulíř, Antonín Dušek, Jan Hlaváč, Ctibor Jech, Pavel Kašpařík, Petr Kica, Tomáš Klimenta, Miroslav Kopic, Radek Matějovský, Václav Nedorost, Petr Nedvěd, Zdeněk Ondřej, Dennis Packard, Jan Plodek, Andrej Podkonický, Daniel Skalický, Josef Skořepa, Daniel Špaček, Tomáš Urban, Lukáš Vantuch, Lukáš Vařecha, Jan Víšek 

## HC Plzeň 1929
Brankáři: Pavel Francouz, Tomáš Pöpperle, Marek Mazanec, Dušan Salfický

Obránci: Václav Benák, Jan Benda, Jiří Dobrovolný, Jan Dresler, Jiří Hanzlík, Jim Jackson, Jakub Jeřábek, Rostislav Malena, Branislav Mezei, Jaroslav Modrý, Doug O'Brien, Dan Růžička 

Útočníci: Martin Adamský, Mark Bomersback, Michal Dvořák, Martin Heřman, Lukáš Hvila, Jan Kovář, Jaroslav Kracík, Zdeněk Kubica, Marek Laš, Jakub Lev, Radek Matějovský, Ivan Padělek, Patrik Petruška, Tomáš Pitule, Tyler Scofield, Martin Straka, Jan Stránský, Michal Tvrdík, Petr Vampola, Tomáš Vlasák, Pavel Vostřák 

## PSG Zlín
Brankáři: Jakub Sedláček, Tomáš Štůrala

Obránci: Antonín Bořuta, Lukáš Galvas, Martin Hamrlík, Jiří Kučný, Tomáš Linhart, Martin Lučka, Radek Míka, David Nosek, Jan Švrček 

Útočníci: Stanislav Balán, Jaroslav Balaštík, Filip Čech, Michal Důras, Lukáš Finsterle, Andrej Kollár, Bedřich Köhler, Jaroslav Kristek, Pavel Kubiš, Petr Leška, Petr Mokrejš, Jiří Ondráček, Ivan Rachůnek, Peter Sivák, Roman Vlach, Michal Vodný, Martin Záhorovský 

## HC Sparta Praha
Brankáři: Jan Chábera, Petr Přikryl, Dušan Salfický 

Obránci: Lukáš Bolf, Matěj Cunik, Marek Černošek, Michal Gulaši, Jan Hanzlík, Stanislav Hudec, Petr Macholda, Jaroslav Mrázek, Radek Philipp, Jakub Vojta, René Vydarený, Jiří Vykoukal

Útočníci: Michal Broš, Jaroslav Hlinka, Zbyněk Hrdel, Karel Hromas, Petr Kafka, Tomáš Karpov, Jakub Koreis, Ondřej Kratěna, Jakub Krätzer, Jakub Langhammer, Martin Látal, Pavel Mrňa, Tomáš Netík, Martin Podlešák, Martin Ručinský, Petr Ton, David Tůma, Ladislav Vlček, David Výborný, 

## HC Oceláři Třinec
Brankáři: Tomáš Duba, Peter Hamerlík, Martin Vojtek

Obránci: Janis Andersons, Mario Cartelli, Josef Hrabal, Jakub Kania, Martin Lojek, Tomáš Malec, Jan Platil, Daniel Seman, Lubomír Vosátko, Jan Výtisk, Lukáš Zíb

Útočníci: Jozef Balej, Radek Bonk, Zbyněk Hampl, Petr Kanko, Ladislav Kohn, Vladimír Kútny, David Květoň, Rostislav Marosz, Rostislav Martynek, Lukáš Mičulka, Jakub Orsava, David Ostřížek, Jan Peterek, Martin Podešva, Vojtěch Polák, Tomáš Pospíšil, Jiří Polanský, Martin Růžička, Roman Tomas

## HC Mountfield České Budějovice
Brankáři: Jakub Čech, Šimon Hrubec, Jakub Kovář, Roman Turek

Obránci: Petr Gřegořek, Stanislav Hudec, Bohumil Jank, Ivo Kotaška, Petr Macháček, Josef Melichar, Lukáš Poživil, František Ptáček, Jan Snopek, Martin Tůma, René Vydarený

Útočníci: Rudolf Červený, Milan Gulaš, Michal Hudec, Ivan Huml, Štěpán Hřebejk, Aleš Ježek, Milan Kostourek, Jindřich Kotrla, David Kuchejda, Tomáš Kůrka, Lukáš Květoň, Tibor Melichárek, Tomáš Mertl, Tomáš Micka, Michal Mikeska, Václav Pletka, Tomáš Rod, Petr Sailer, Markku Tähtinen, Tomáš Vak, Ondřej Veselý, Jiří Šimánek, Martin Štrba

## HC BENZINA Litvínov
Brankáři: Miroslav Brzobohatý, Petr Franěk, Jaroslav Hübl

Obránci: Marek Černošek, Jiří Gula, Miloslav Gureň, Petr Kousalík, Vlastimil Kroupa, Karel Kubát, Karel Pilař, David Pojkar, Ondřej Poživil, Petr Punčochář, Radim Skuhrovec, Matěj Stříteský, Jiří Šlégr, Ivan Švarný

Útočníci: Jan Bojer, Michal Dragoun, Jakub Černý, František Gerhát, Martin Heinisch, Viktor Hübl, Peter Jánský, Martin Jenáček, Kryštof Kafan, Vojtěch Kubinčák, František Lukeš, Juraj Majdan, Rastislav Pavlikovský, Tomáš Přeučil, Robert Reichel, Kaspars Saulietis, Michal Trávníček, Roman Vopat

## HC Kometa Brno
Brankáři: Sasu Hovi, Alexandr Hylák, Jiří Trvaj

Obránci: Radim Bičánek, Tomáš Houdek, Robert Kántor, Michal Kempný, Jaroslav Koma, Angel Krstev, Aleš Křetínský, Alexandr Lhotský, Pavel Mojžíš, Jan Novák, Radim Ostrčil, Ctirad Ovčačík, Tomáš Protivný, Martin Richter, Aleš Sova, Martin Vyrůbalík, Pavel Zubíček, Lubomír Štach

Útočníci: Alex Bourret, Kamil Brabenec, Martin Davídek, Tomáš Divíšek, Radek Dlouhý, Jiří Dopita, Roman Erat, Petr Hubáček, Ivan Huml, Tomáš Klimt, Lubomír Korhoň, David Ludvík, Václav Meidl, Petr Polodna, Radek Procházka, Peter Pucher, Přemysl Sedlák, Pavel Selingr, Jaroslav Svoboda, Jan Tomajko, Václav Varaďa, Roman Vondráček, Marek Vorel, Jakub Šindel, Ondřej Švaňhal

## HC GEUS OKNA Kladno
Brankáři: Lukáš Cikánek, Miroslav Kopřiva

Obránci: Richard Diviš, Jan Dlouhý, František Kaberle, Vladimír Kameš, Ivan Majeský, Jaroslav Mrázek, Petr Mudroch, Libor Procházka, David Růžička, Milan Toman, Marek Trončinský, Ondřej Šmach

Útočníci: Vítězslav Bílek, Radek Bělohlav, Daniel Branda, Vilém Burian, Marek Čurilla, Jan Eberle, Martin Frolík, Ladislav Gengel, Tomáš Horna, Jaroslav Kalla, Jiří Kuchler, Lukáš Kužel, Antonín Melka, Milan Mikulík, František Mrázek, Pavel Patera, Martin Procházka, Jan Rudovský, David Stieler, Petr Tenkrát, Jan Tomajko, Jakub Valský, Petr Šinágl

## HC Energie Karlovy Vary
Brankáři: Lukáš Mensator, Lukáš Sáblík

Obránci: Tomáš Brňák, Michal Dobroň, Jakub Čutta, David Hájek, Alexander Loginov, Ján Mucha, Ondřej Němec, David Nosek, Martin Parýzek, Roman Prošek, Tomáš Schmidt, Atvars Tribuncovs

Útočníci: David Balázs, Vít Budínský, Dmitrij Cyganov, Rastislav Dej, Tomáš Čachotský, Marek Haščák, Milan Hluchý, Štěpán Hřebejk, Jan Košťál, Jaroslav Kristek, Pavel Kuběna, Petr Kumstát, Marek Melenovský, Lukáš Pech, Václav Pletka, Milan Procházka, František Skladaný, Václav Skuhravý, Martin Zaťovič, Dmitrij Zjuzin, David Zucker

## BK Mladá Boleslav
Brankáři: Jan Klimíček, Marek Schwarz, Michal Valent

Obránci: Václav Čížek, Miroslav Duben, Tomáš Frolo, Josef Jindra, Valdemar Jiruš, Jaroslav Kasík, Esa Lehikoinen, David Mocek, Roman Němeček, Marcel Šterbák, Lukáš Vrba, Boris Žabka

Útočníci: Zdeněk Bahenský, Daniel Boháč, Peter Fabuš, Jiří Ferebauer, Nikola Gajovský, Lukáš Handlovský, Marek Hovorka, Jaroslav Kracík, Richard Král, Lukáš Krejčík, Vladislav Kubeš, Radan Lenc, Marek Loskot, Michal Macho, Tomáš Nouza, Lukáš Pabiška, Rok Pajič, Jakub Sajdl, Michal Sup, Tomáš Sýkora, Martin Šagát, Tomáš Jiránek, Temmu Virkkunen, David Vrbata